# Sporormiella bipartis
Sporormiella bipartis är en svampart som först beskrevs av Cain, och fick sitt nu gällande namn av S.I. Ahmed & Cain 1972. Sporormiella bipartis ingår i släktet Sporormiella och familjen Sporormiaceae.   Inga underarter finns listade i Catalogue of Life.
I den svenska databasen Dyntaxa används istället namnet Preussia bipartis för samma taxon.  Arten är reproducerande i Sverige.